# Травное (озеро, Казахстан)
Травное (каз. Травное) — озеро в Кызылжарском районе Северо-Казахстанской области Казахстана. Находится в 4 км к югу от села Архангельское.
По данным топографической съёмки 1940-х годов, площадь поверхности озера составляет 3,8 км². Наибольшая длина озера — 2,5 км, наибольшая ширина — 1,9 км. Длина береговой линии составляет 7,6 км, развитие береговой линии — 1,09. Озеро расположено на высоте 99,1 м над уровнем моря.